# Are U Ready?
Are U Ready? — песня в стиле электро-хаус записанная французским диджеем Pakito. Это третий и последний его сингл из дебютного альбома Video, выпущен после мега-хитов Living on Video и Moving on Stereo в марте 2007 года в Финляндии а спустя 2 месяца в других странах. Этот хит попал в лучшую десятку в Польше, Финляндии и Франции где он достиг второй позиции, однако он не разошёлся большим успехом в Бельгии.
Песня является ремиксом к песни Are U Ready группы Groove Coverage 2000 года, однако в вокале вставлены только слова Are U Ready женским голосом.

## Список композиций
CD single
1. «Are U Ready?» (Radio Edit) (3:27)
2. «Are U Ready?» (Remix) (6:03)
3. «Are U Ready?» (Short Edit) (3:34)
4. «Are U Ready?» (Krafft Short Mix) (3:10)
5. «Are U Ready?» (Krafft Mix) (6:53)

CD maxi (April 25, 2007)
1. «Are U Ready?» (Radio Edit) (3:27)
2. «Are U Ready?» (Short Mix) (3:34)
3. «Are U Ready?» (Krafft Short Mix) (3:10)
4. «Are U Ready?» (Remix) (6:03)
5. «Are U Ready?» (Krafft Mix) (6:53)
6. «Are U Ready?» (Extended) (6:01)
7. «Are U Ready?» (Swindlers Mix) (5:50)

Digital download
1. «Are U Ready?» (Radio Edit) (3:27)

## Чарты
| Чарт (2007)                      | Место |
| -------------------------------- | ----- |
| Belgian (Flanders) Singles Chart | 37    |
| Belgian (Wallonia) Singles Chart | 12    |
| Dutch Mega Top 100               | 11    |
| Finnish Singles Chart            | 7     |
| French SNEP Singles Chart        | 2     |

| End of year chart (2007)         | Position |
| -------------------------------- | -------- |
| Belgian (Wallonia) Singles Chart | 81       |
| French Singles Chart             | 43       |